# I Am Peter, Hear Me Roar
«I Am Peter, Hear Me Roar» (рус. «Я — Питер, и слушайте меня!») — восьмая серия второго сезона мультсериала «Гриффины». Премьерный показ состоялся 28 марта 2000 года на канале FOX. В России премьерный показ состоялся 18 июня 2002 года на канале Рен-ТВ.

## Сюжет
Питер и все его соседи получают по почте рекламную листовку, обещающую им бесплатные лодки. Во время тяжёлого собеседования Питер обменивает «бесплатную лодку» на «кота в мешке». Это оказывается билет на комедийное представление.
В клубе Питер напивается и пытается рассказывать шутки (состоящие в основном из оскорбления публики) со сцены. Перед выходом на сцену Питер кладёт своё открытое пиво в карман горлышком вниз и его штаны оказываются мокрыми. Хохочущая от этого зрелища публика заставляет Питера решить, что все смеются над его шутками, и что он — мастер юмора.
Раздухарённый Питер продолжает шутить и на работе, на своей Фабрике Счастливых Игрушек, где одной из фраз оскорбляет женщину-коллегу Сару Беннет, чья адвокатесса Глория Айронбокс требует отправить Питера на курсы повышения чувствительности (sensitivity training program), расценивая шутку как сексуальное домогательство к своей клиентке.
Питера отправляют в женскую обитель, где он продолжает пошло шутить до тех пор, пока ему наглядно не показывают боль женщин при рождении ребёнка: натягивают ему нижнюю губу на лоб.
В итоге Питер возвращается домой совершенно женоподобным. Сначала Лоис это нравится, но потом начинает утомлять (он проводит много времени, крутясь перед зеркалом, делает тесты на беременность, ругает Лоис за то, что она готовит обед мужу (хотя сам — её муж), пытается кормить Стьюи грудью).
В отчаянии Лоис просит о помощи друзей Питера: она идет к Куагмиру, рассказывая ему, что Питер больше не воспринимает её как женщину. Тот с друзьями пытается вернуть Питера в чувство, но безуспешно. Тогда Кливленд берёт его на съезд чернокожих, где Питер публично обвиняет их всех в растущем уровне преступности, в разрушении общественных устоев, всячески стыдит их, в итоге вынуждая афроамериканцев устроить за ним погоню по улицам города.
Питер и Лоис приходят к Глории и та обвиняет Лоис в том, что Питер стал таким женоненавистником из-за её образа жизни; между женщинами происходит перепалка, перерастающая в драку, в результате которой их одежды рвутся. Возбуждённый зрелищем, Питер тащит Лоис домой заниматься сексом. После он требует сэндвич, чем успокаивает Лоис: теперь её муж в порядке.

## Создание
Автор сценария: Крис Шеридан.
Режиссёр: Монти Янг.
Приглашённые знаменитости: Карлос Алазраки (в роли мистера Джонатана Вида), Кэндис Берген и Фэйс Форд.